# Plymouth Road Runner

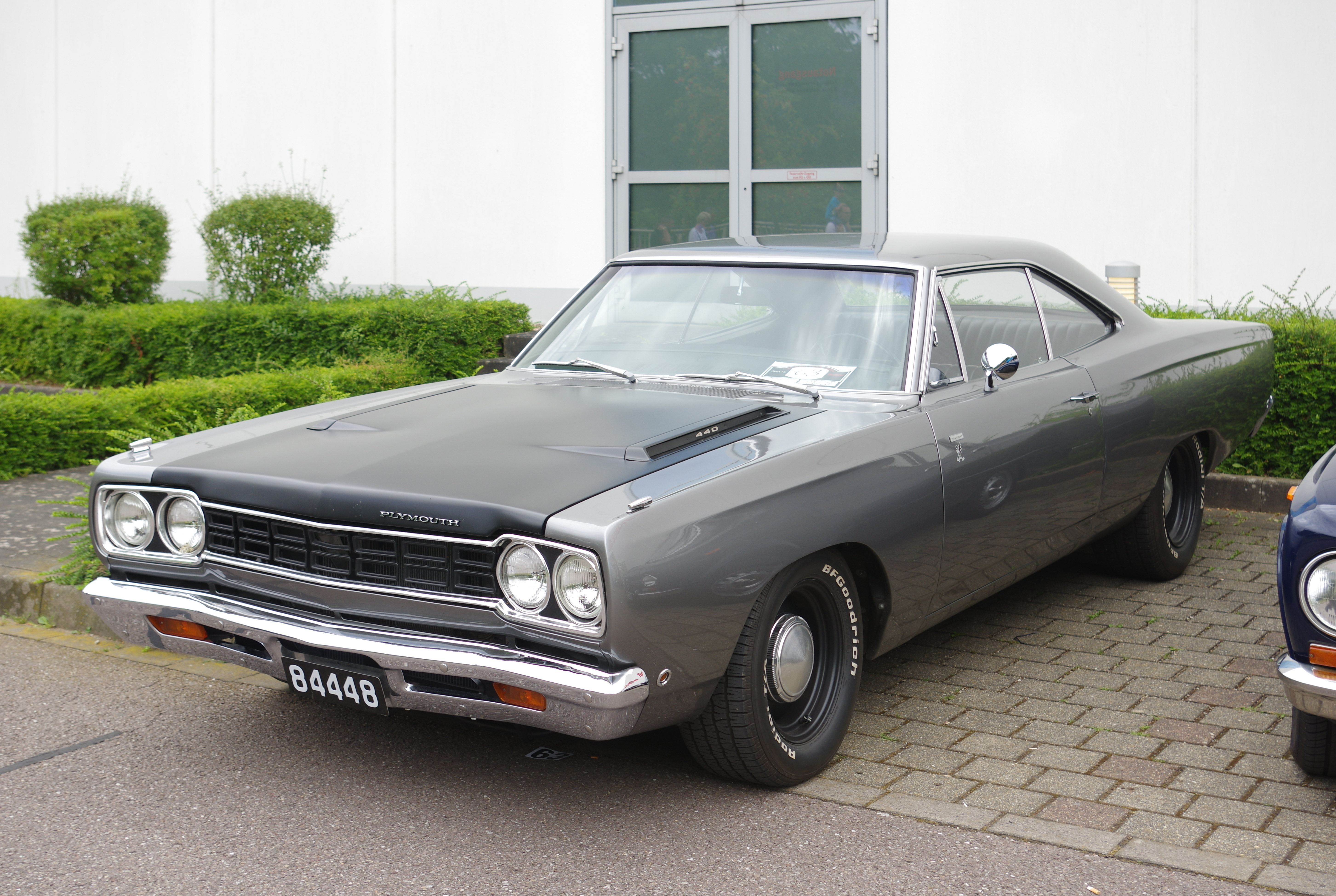
Plymouth Road Runner modèle 1968.

La Plymouth Road Runner (ou « Roadrunner ») est un modèle d'automobile de type « muscle car » produit par la marque Plymouth de la société Chrysler Corporation. Son nom vient du célèbre dessin animé américain Road Runner & Wile E. Coyote (Bip-Bip et Vil Coyote). Elle fut produite en 45 000 exemplaires de 1968 à 1980 et eut un grand succès grâce à sa puissance (moteur Hemi) et à son prix bon marché.

## Histoire
La Plymouth Road Runner a été commercialisée de 1968 à 1980, en passant par une grande diversité de modèles et continue à susciter un réel intérêt pour les collectionneurs. La plus belle époque du Road Runner fut celle de 1968 à 1971, années durant lesquelles elle était la plus puissante des « muscle cars » commercialisées aux États-Unis grâce à son moteur Hemi de Chrysler. 
Le plus puissant moteur que la Road Runner possédait dans sa gamme, en option, était le Hemi 7 L (qualifié de « big block » car moteur typé longue course, c'est-à-dire que la course du piston est plus grande que son alésage; privilégiant le couple moteur à la puissance, et donc une plus grande fiabilité) de 425 ch. Ce moteur offrait à la voiture la réputation de prendre 13,5 secondes pour parcourir la dragstrip (piste de dragster, droite, de 402 mètres). Le roadrunner est souvent confondu avec la Plymouth GTX, qui est sa version haut de gamme conçue sur une base de Plymouth Satellite, lui donnant une assiette plus importante. Le Road Runner, contrairement à la Plymouth GTX était conçu sur une base de Plymouth Belvedere. La Dodge Super Bee de 1968 était l’homologue du Road Runner dans la division sportive de Chrysler, Dodge. Il existait aussi la Plymouth Superbird qui était un dérivé du Road Runner conçue pour la course de Nascar, aussi commercialisée. Elle se différencie du Road Runner par son long nez et son aileron arrière de grande taille. Le Road Runner était la plus puissante voiture américaine commercialisée à cette époque. Plus tard il perdit de sa vigueur après les premières réformes écologiques de 1971 qui signèrent la fin de l’époque des American muscle cars, la course à la puissance.

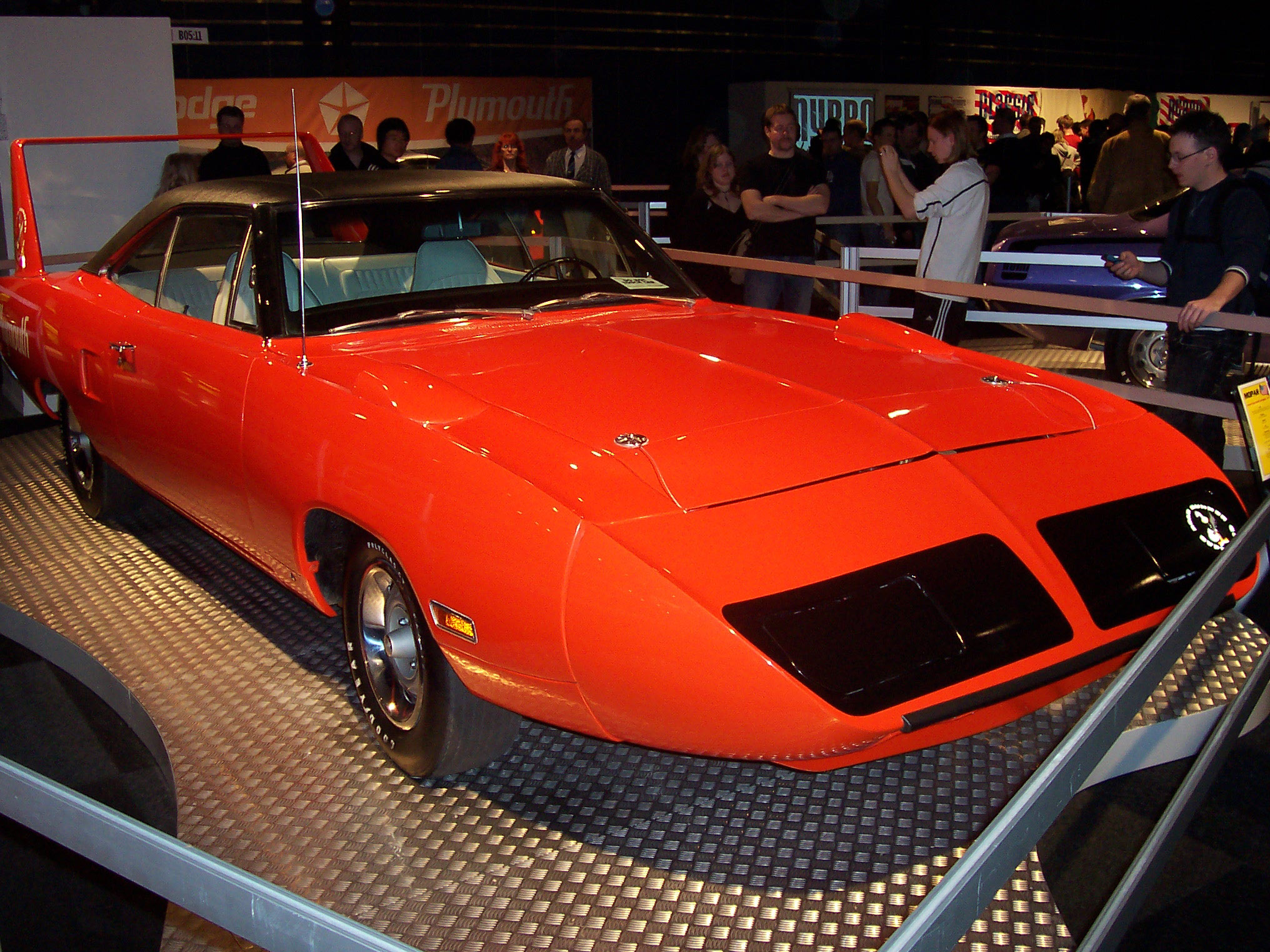
Plymouth Superbird (dérivé de stock car de la Road Runner).

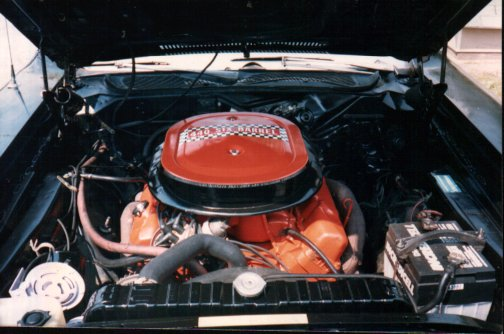
Moteur de 1971 440 6pac.

## Les clés de son succès
Son coût était la deuxième clé de son succès : une voiture de 400 ch et plus (cela dépendait des modèles) pour moins de 3 000 dollars américains. 
Les Américains l’adoptèrent très rapidement (le Road Runner fut produit en 45 000 exemplaires) bien qu'il fût quelque peu sommaire. Pour obtenir le temps de 13,5 secondes il fallait enlever l'inutile pour perdre du poids. Le Road Runner n'avait pas de tapis de sol. Il avait une simple banquette, pas de sièges baquets, très en vogue à l’époque. Il possédait un tableau de bord assez sommaire. Il avait le défaut des voitures américaines : les suspensions trop souples, qui leur donnaient une mauvaise tenue de route. Cependant, on ne peut rien reprocher à la Dodge Challenger ou Plymouth Barracuda qui avait une suspension de course transam. Le Road Runner n’était pas luxueux ; c’est en partie pour cela que la GTX a été créée. Le côté sympathique du Road Runner était son petit klaxon « meep, meep » en allusion à sa mascotte.

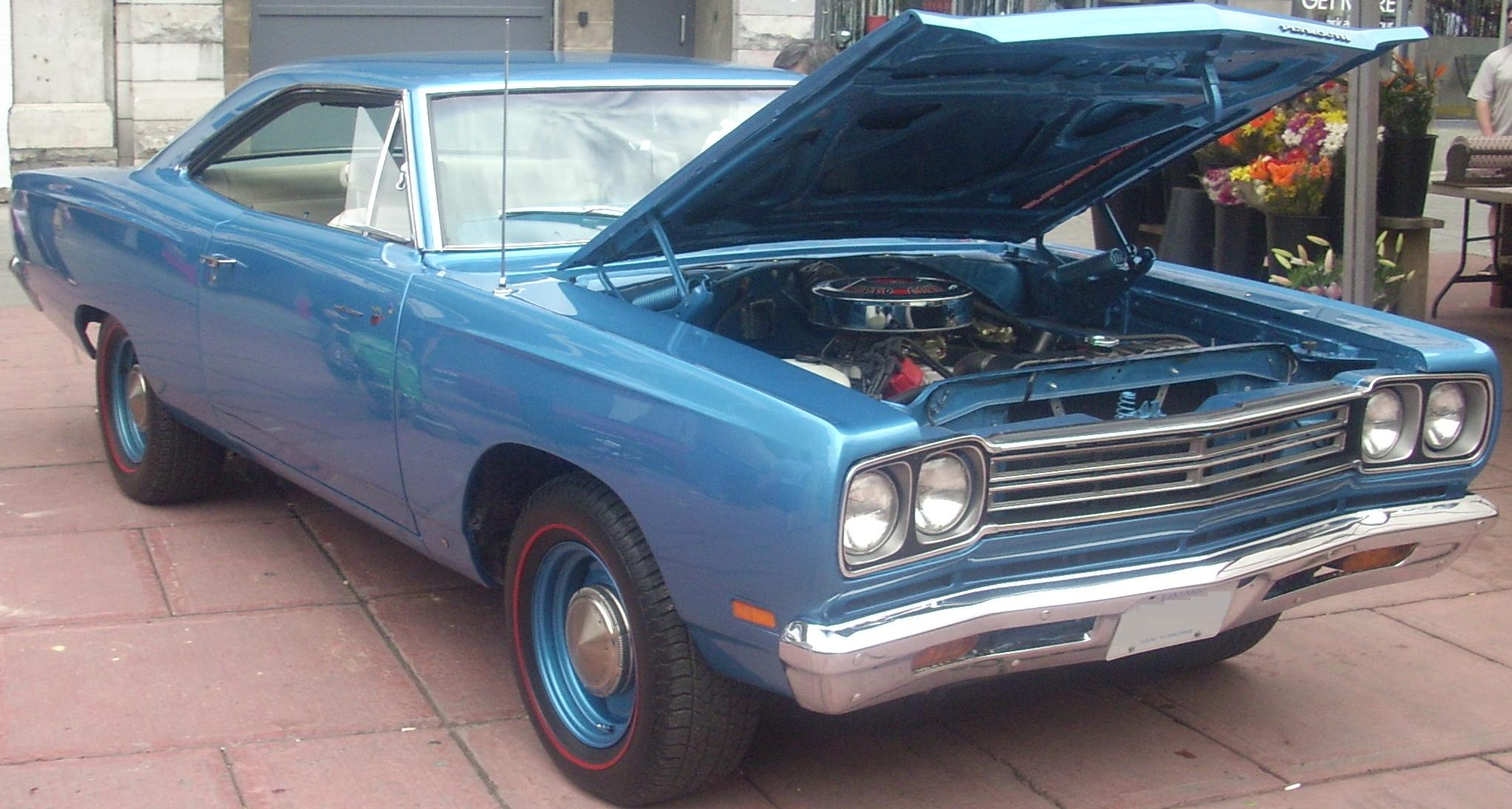
Plymouth Road Runner de 1968.

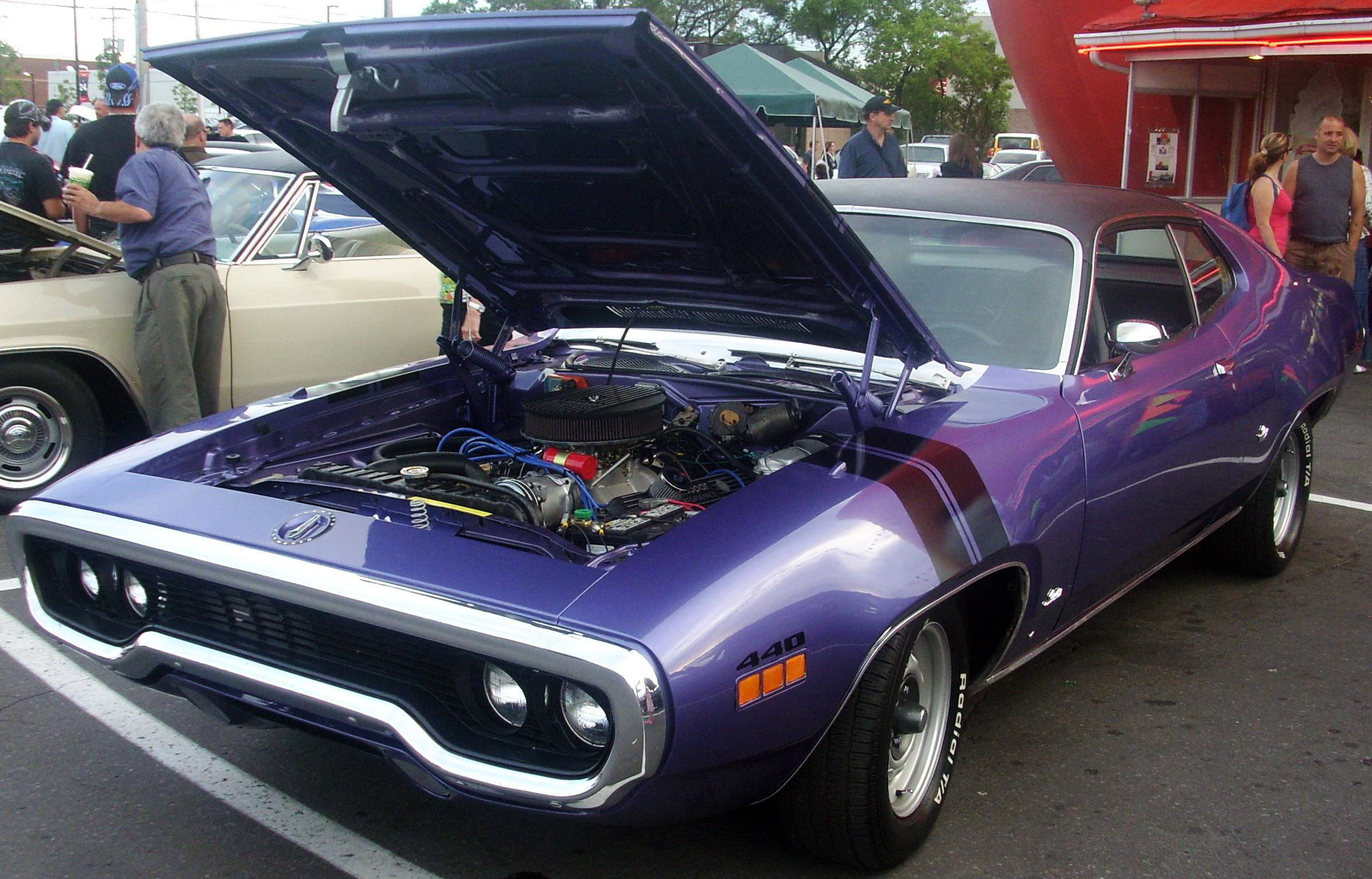
Plymouth Road Runner modèle 1971.

## Explications
La Plymouth Road Runner de 1968 (la première génération) était assez unique. Elle était basée sur des voitures de luxe lourdes de la lignée B-corps (Plymouth Belvédère et Satellite), cependant le roadrunner était plus léger et plus petit que ces dernières. Pour que le Road Runner soit un exemple de performances  et de bon marché,  il oubliait tous les agréments, qualifiés par les sportifs de facultatifs, comme le tapis de sol…
Le nom Road Runner, qui vient d’un dessin animé, a été choisi par Plymouth à la suite d’un concours d'appellation auquel un petit garçon américain avait participé et il avait proposé le nom roadrunner. Il eut l'honneur que son idée fut retenue et un an après la Plymouth Road Runner apparut.
Le Road Runner était une voiture solide, à la différence des voitures de sport de l’époque comme la Corvette. Cela s’explique par le fait qu'il a été conçu pour le travail de rue. Sa solidité se prouve aussi par le fait que beaucoup d’exemplaires ont survécu jusqu’à nos jours et survivront encore, et ce malgré leur état de conservation assez mauvais la plupart du temps.
En plus de sa solidité, qui le mettait à toute épreuve, autant qu’un tout terrain (les bosses n’étaient pas son problème), elle  était plus rapide que toutes les voitures de police et elle profitait donc aux contrebandiers, pour un bas coût en plus (plus tard que 1968 et 1969). La seule chose que l’on pouvait lui reprocher était son aérodynamique de bus.   Cette qualité était réservée aux Plymouth superbird, aux Dodge  Charger  500 et aux Daytona 500, par exemple.
C’est lorsque les chiffres de vente du Road Runner  ont augmenté que Dodge demanda son propre exemplaire qu’il appela Dodge « Super Bee » (« Super Abeille »), mais qui n’eut pas autant de succès que sa sœur.
Pour honorer sa mascotte, le Road Runner possédait un petit klaxon « meep, meep » et un dessin de John Wiley (le Roadrunner) sur son volant et son filtre à air était aussi doté d’un dessin avec le logo « Coyote Duster ».  Le Roadrunner avait aussi des illustrations sur sa carrosserie.

## Moteur
En 1968, le moteur de base du Road Runner était le moteur 383, avec soupapes en têtes, il possédait les mêmes collecteurs d'échappement que le moteur 440 du super commando ;  les moteurs 383 de Plymouth avaient une puissance estimée à 335 chevaux. Le moteur 383 était associé a une boîte de vitesses manuelle à quatre vitesse standard. Le Roadrunner était exempt de chromes, pour réduire son poids et diminuer son temps de course.
En 1968 et 1969 le prix du Road Runner était assez élevé, et pour avoir le meilleur moteur de sa gamme (moteur qui allait devenir celui de base, plus tard) qui était le célèbre moteur Hemi 426 de 435 ch, il fallait payer 714 dollars supplémentaires.
L’alimentation du Road Runner comprenait trois carburateurs, double corps (six pack). Le roadrunner prit le concept à sa conclusion normale, éliminant même des hubcaps.  En 1970, le roadrunner possédait un capot à prise d'air contrôlée, qui était commandé de l’habitacle en appuyant sur un bouton, cette prise d’air permet, quand elle est ouverte, d’améliorer la combustion du moteur, en ajoutant de l'oxygène à la combustion, et donc sa puissance, le même système est présent sur la Chevrolet Chevelle sous le nom de « cowl induction ».
L’année 1971 apporta les premiers changements importants au Road Runner. John E. Herlitz lui ajouta des lignes de style sur la carrosserie pour augmenter son style sportif, qui furent décrites « dénommantes ». L'empattement du roadrunner fut diminué et passait de 116 à 115 pouces,  le moteur a été amélioré en fonction des normes d'émissions de rassemblement ; les moteurs 383 sont passés de 335 ch à 300 ch, et les moteurs 440+6 sont passés de 390 ch à 385 ch. Beaucoup ont noté que Chrysler avait délibérément sous-estimé son moteur Hemi.  
Les avantages de la conception du Road Runner de l’année 1971 sont sa voie arrière plus large de trois-pouces qu'avant, pour avoir une meilleure manipulation du véhicule, ses poignées de portes affleurantes et ses vitres latérales améliorées « pour une meilleure aérodynamique ».
Le Road Runner de 1968 a eu le moteur 383 ou le Hemi ; les Road Runner de 1969 et 1970 ont eu les moteurs 383, 426 Hemi, ou 440 triple carburateur double corps. Les moteurs 340 ont été additionnés au lineup, avec presque autant de puissance que les 400 (HP 240) et avec un poids plus léger. Le 340, plus tard, a été remplacé par le 360, qui a eu moins de puissance que les 340 originaux ; les 440 sortent de la gamme du Roadrunner en 1974 (et ont été complètement abandonnés chez Chrysler en 1978).
En 1972, l'allumage électronique, une invention de Chrysler, est devenu standard, rendant une augmentation constante de la puissance du véhicule. Le roadrunner était encore doté de sa puissance à l'époque, en 1973 l’indestructible moteur 318 avec 225 ch, était le moteur au bas du standard.
Le Road Runner de 1974 était un clone du coupé satellite de Plymouth, au moins d’extérieur. Sous le capot il y avait un moteur big block, toujours ; et une édition de Hurst (fabricant des célèbres leviers de vitesse Hurst) était encore disponible, elle était luxueuse pour un roadrunner, venant avec le traitement d'air, avec un dégivreur de glace arrière, la stéréo FM, l'ouverture du capot à l’intérieur, et les goupilles de capot.
En 1975, le Road Runner avait changé de châssis et l'avait remplacé par un de Plymouth Fury, qui s'était juste déplacé du C à la plateforme de B (la Gran Fury elle restée avec une base C).
En 1977, les moteurs 360 sont équipés du premier ordinateur de bord. 1980 était la dernière année de production pour la Plymouth Volare et le Road Runner qui ont partagé les mêmes moteurs excepté le 318 quadruple corps, qui était sur le Road Runner seulement.

## Instrumentation
Les Road Runner 1968 et 1969 ont le même tachymètre, gradué jusqu'à 120 mph (200 km/h), que la Belvedere de base — un compteur rectangulaire dont l'aiguille va de gauche à droite. Les Plymouth Satellite et GTX ont, elles, un tachymètre qui monte jusqu'à 150 mph (241 km/h). Le compteur de type rallye avec cadran rond (employé sur la Charger et la Super Bee depuis 1968) est apparu sur la Road Runner en 1970. 